# O podstawach leninizmu
O podstawach leninizmu (oryg. ros. Об основах ленинизма) – teoretyczna praca Józefa Stalina, oparta na wykładach wygłoszonych na Uniwersytecie im. Swierdłowa w początku kwietnia 1924 roku.

## Czym jest leninizm?
Stalin rozprawia się z błędnymi określeniami leninizmu. Pierwsze z nich powiada, „że leninizm to zastosowanie marksizmu do swoistych warunków Rosji”. Drugie określenie głosi, że ,,leninizm — to odrodzenie rewolucyjnych pierwiastków marksizmu lat czterdziestych XIX wieku w odróżnieniu od marksizmu lat późniejszych, kiedy stał się on rzekomo umiarkowanym, nierewolucyjnym”. Stalin odrzuca te obydwie definicje i podaje określenie własne:

Leninizm jest to marksizm epoki imperializmu i rewolucji proletariackiej. Ściślej mówiąc, jest to teoria i taktyka rewolucji proletariackiej w ogóle, teoria i taktyka dyktatury proletariatu w szczególności.

Stalin podkreśla, że Karol Marks i Fryderyk Engels działali w okresie przedrewolucyjnym, gdy nie było jeszcze rozwiniętego imperializmu i rewolucja proletariacka nie była jeszcze w praktyce bezpośrednio nieunikniona. Działalność zaś Włodzimierza Lenina, ucznia Marksa i Engelsa, przypada na okres rozwiniętego imperializmu, kiedy sprzeczności kapitalizmu doszły do kulminacyjnego punktu. Uwzględniając nowe warunki historyczne, Lenin twórczo, wszechstronnie rozwinął naukę Marksa i Engelsa, zastosował marksizm do analizy nowej sytuacji historycznej. Dlatego leninizm jest dalszym rozwinięciem marksizmu.
Jednym z najważniejszych zadań, które zrodziły leninizm, była konieczność walki z oportunizmem II Międzynarodówki, której niepodzielne panowanie leży między Marksem i Engelsem, z jednej strony, a Leninem — z drugiej.

Trzeba było zrewidować całą pracę II Międzynarodówki, całą metodę jej pracy odrzuciwszy precz filisterstwo, tępotę, politykierstwo, zaprzaństwo, socjalszowinizm, socjalpacyfizm. Trzeba było skontrolować stały arsenał II Międzynarodówki, wyrzucić wszystko, co zardzewiałe i zbutwiałe, wykuć nowe rodzaje broni,

ponieważ, zdaniem Stalina, dawne metody walki okazywały się wyraźnie niewystarczające i bezsilne wobec wszechpotęgi kapitału finansowego. To zadanie generalnej rewizji pracy II Międzynarodówki właśnie przypadło w udziale leninizmowi.
Tak więc Stalin w swojej definicji leninizmu na pierwsze miejsce wysuwa powiązanie leninizmu z nową sytuacją historyczną, w jakiej on powstawał, powiązanie z nowymi zadaniami rewolucji proletariackiej, które w duchu marksowskim, lecz na linii walki z nową, imperialistyczną fazą kapitalizmu, Lenin opracował.

## Znaczenie
Praca Stalina O podstawach leninizmu posłużyła za oręż ideologiczny w walce przeciwko trockizmowi.